# Serbia Unitaria
Serbia Unitaria (in serbo Јединствена Србија - JС/Jedinstvena Srbija - JS) è un partito politico attivo in Serbia.
Serbia Unitaria è stata fondata il 15 febbraio 2004 a Jagodina e il capo partito è anche l'attuale sindaco di Jagodina Dragan Marković Palma.
È un partito conservatore regionale, molto radicato soprattutto nella Serbia centrale.
Alle elezioni parlamentari del 2007 si è presentata nella lista della coalizione conservatrice formata da Partito Democratico di Serbia e Nuova Serbia, ottenendo 1 seggio.
Alle elezioni parlamentari del 2008 ha fatto parte della coalizione di centro-sinistra insieme a Partito Socialista di Serbia e Partito dei Pensionati Uniti di Serbia, ottenendo 3 seggi.
Alle elezioni parlamentari del 2012 la coalizione SPS-PUPS-JS ha raddoppiato i voti e ottenuto 44 seggi di cui 7 a JS. 
Alle elezioni parlamentari del 2014 JS sempre alleata con SPS e PUPS ha confermato i suoi 7 seggi.
Alle elezioni parlamentari del 2016 JS alleata con SPS ottiene 6 seggi.